# Weronika Andruchiw
Weronika Mychajliwna Andruchiw, ukr. Вероніка Михайлівна Андрухів (ur. 5 maja 1996 w Bursztynie, w obwodzie iwanofrankiwskim) – ukraińska piłkarka, grająca na pozycji napastnika w Worskle Połtawa, wielokrotna reprezentantka Ukrainy.

## Kariera piłkarska

### Kariera klubowa
W 2012 rozpoczęła karierę klubową w seniorskiej drużynie Oswita-DJuSSz-3 Iwano-Frankiwsk. W 2012 dołączyła do Naftochimika Kałusz. Po rozwiązaniu kaluskiej drużyny została zawodniczką klubu Żytłobud-2 Charków, który potem zmienił nazwę na Worskła Połtawa.

### Kariera reprezentacyjna
8 kwietnia 2016 roku zadebiutowała w seniorskiej kadrze narodowej w wygranym 2:0 meczu kwalifikacyjnym do mistrzostw Europy z Albanią. Wcześniej broniła barw juniorskiej reprezentacji U-17 i U-19.

## Sukcesy i odznaczenia

### Sukcesy klubowe
Żytłobud-2 Charków/Worskła Połtawa
- mistrz Ukrainy: 2016, 2017, 2019/20; 2022/23, 2023/24
- zdobywca Pucharu Ukrainy: 2019/20, 2020/21, 2021/22, 2023/24

### Sukcesy indywidualne
- tytuł Mistrza sportu Ukrainy: 2016
- królowa strzelców mistrzostw Ukrainy: 2015 (21)